# Arfurt
Arfurt is een plaats in de Duitse gemeente Runkel, deelstaat Hessen, en telt 1000 inwoners (2005).

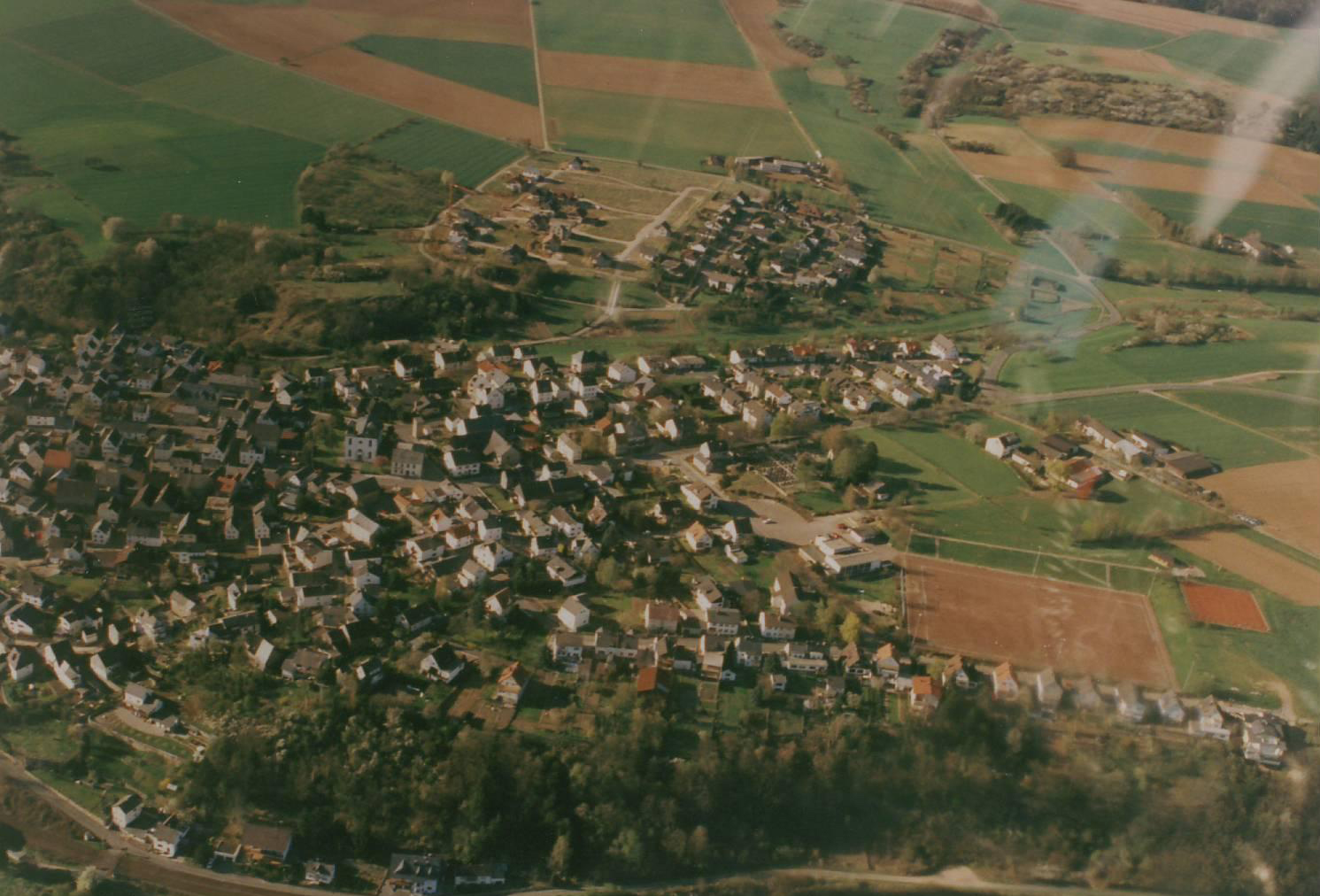
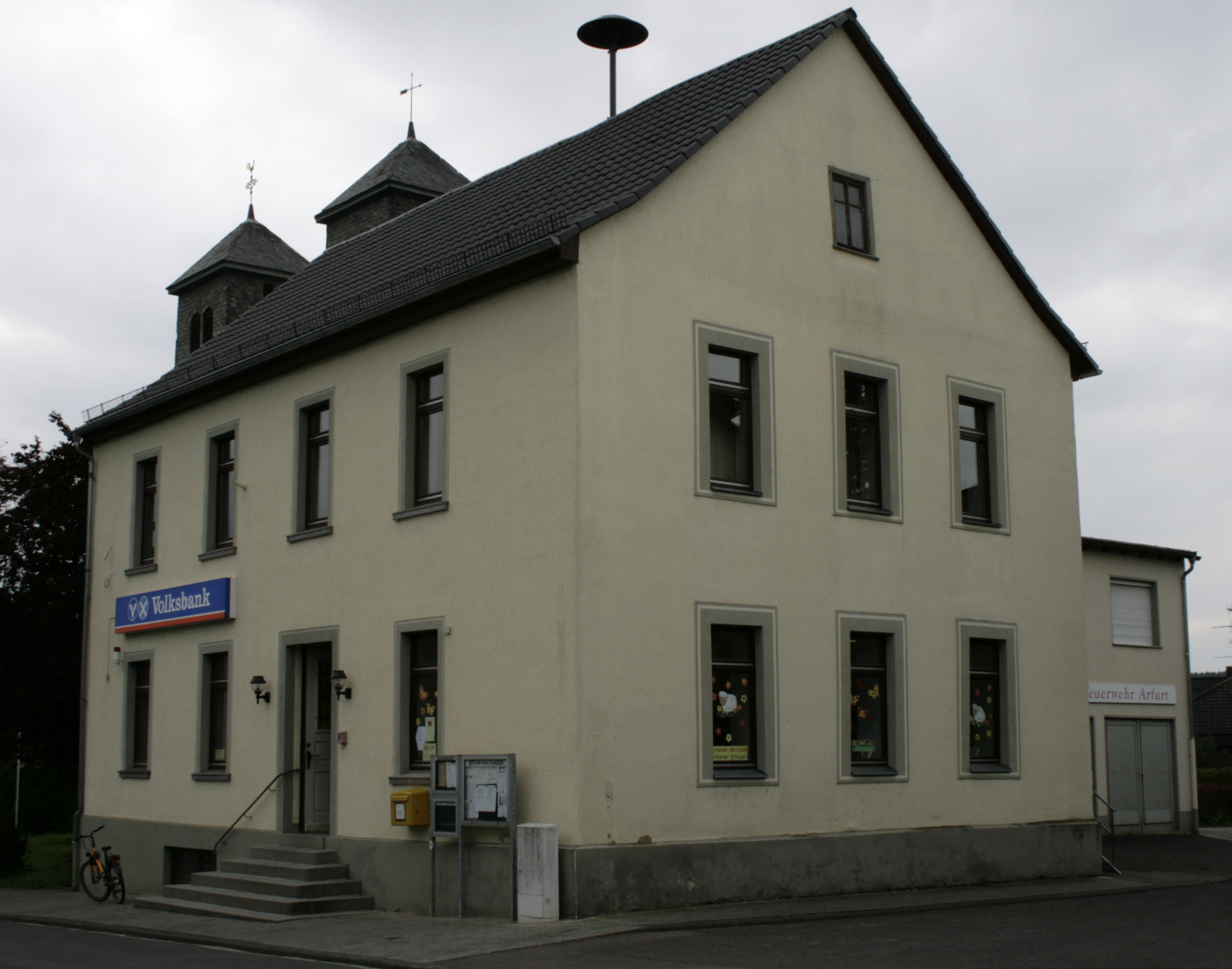
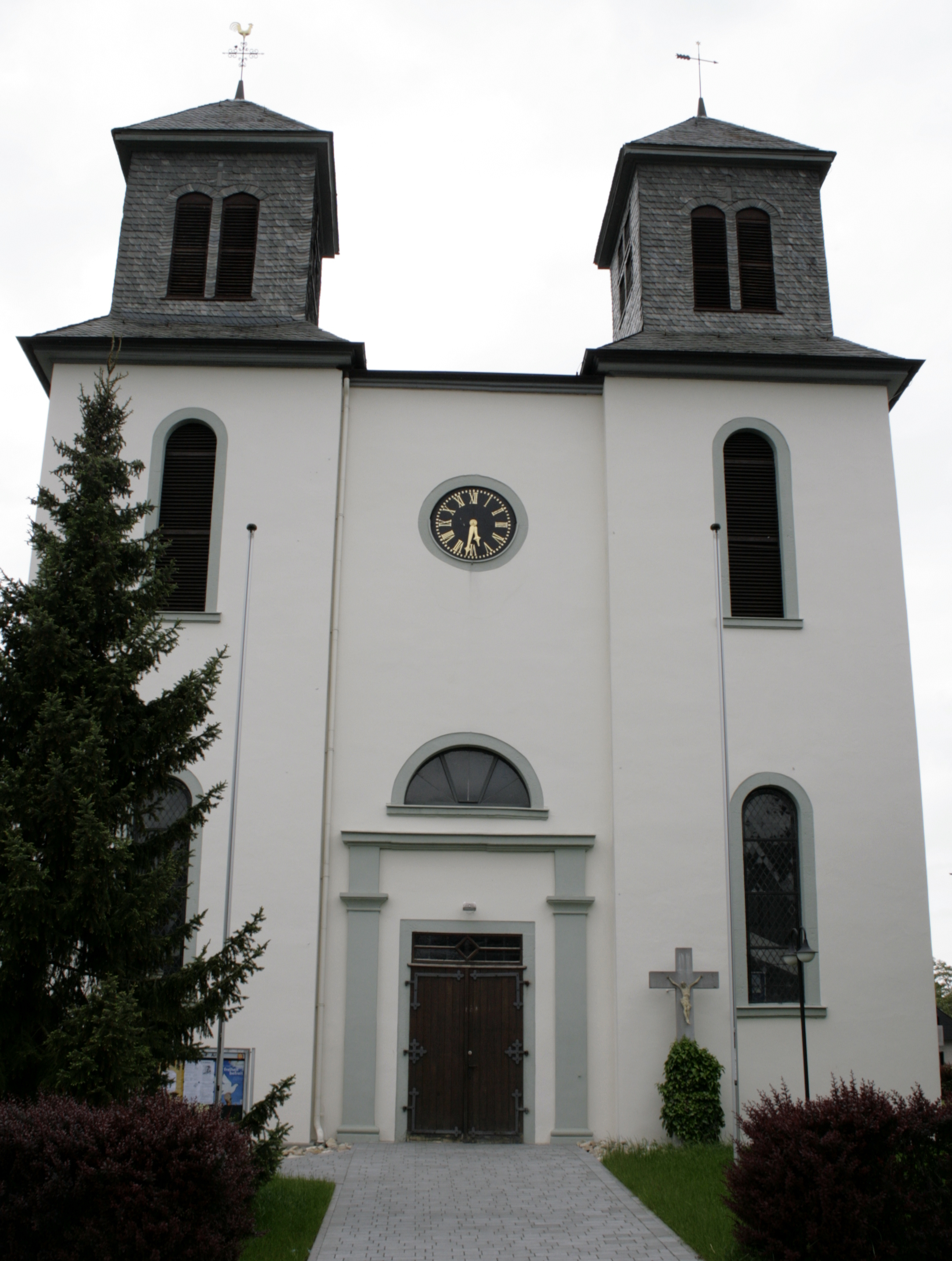
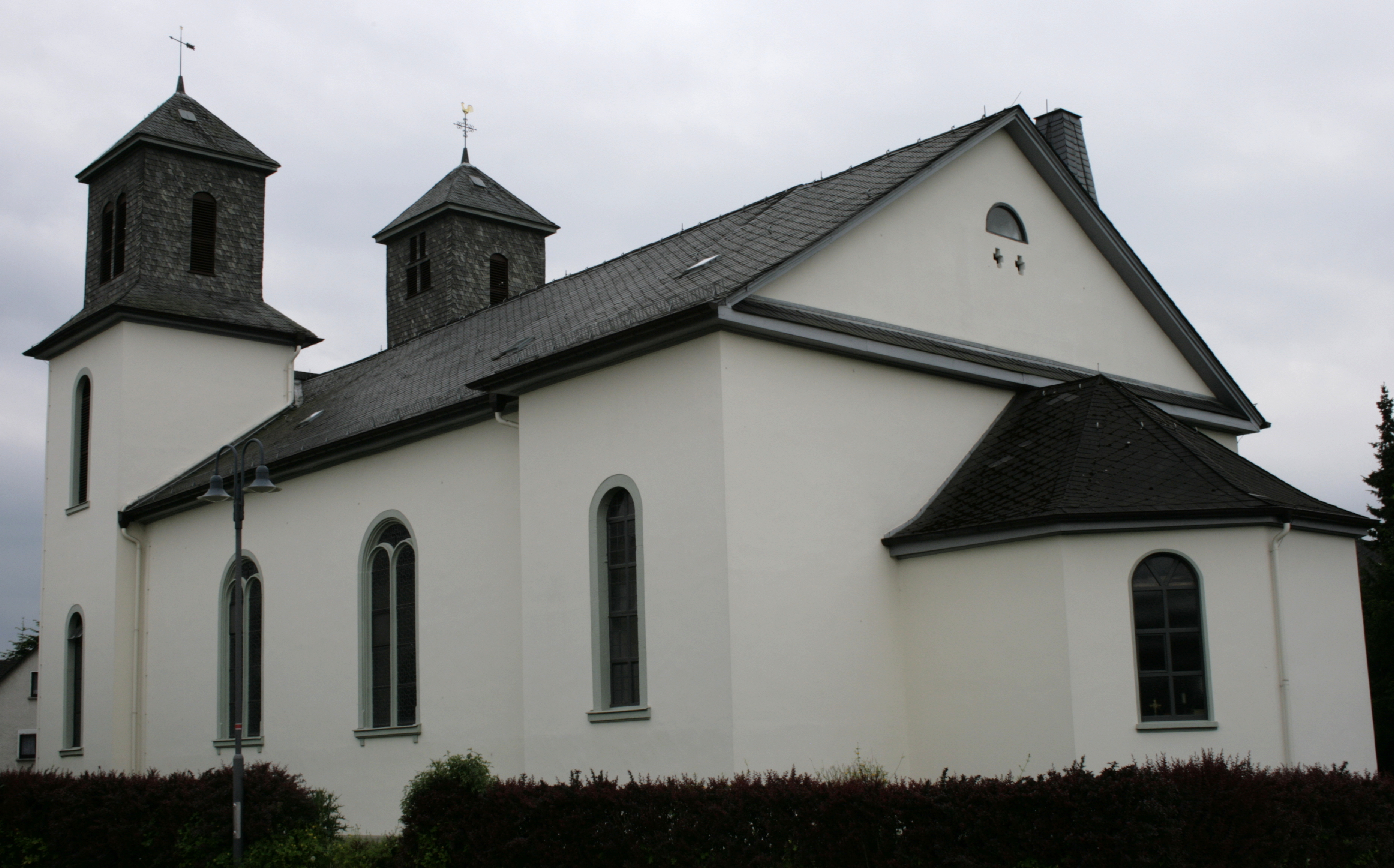
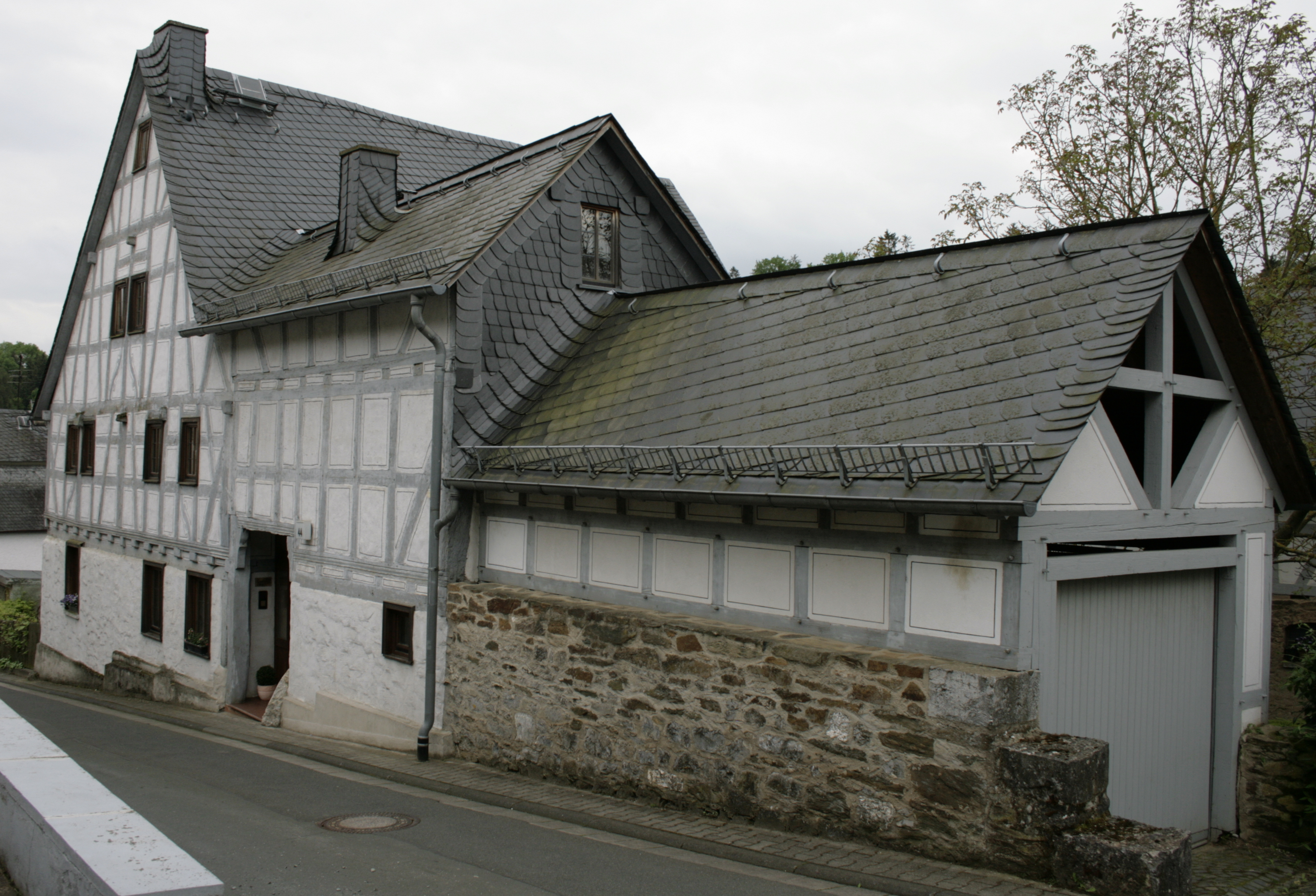
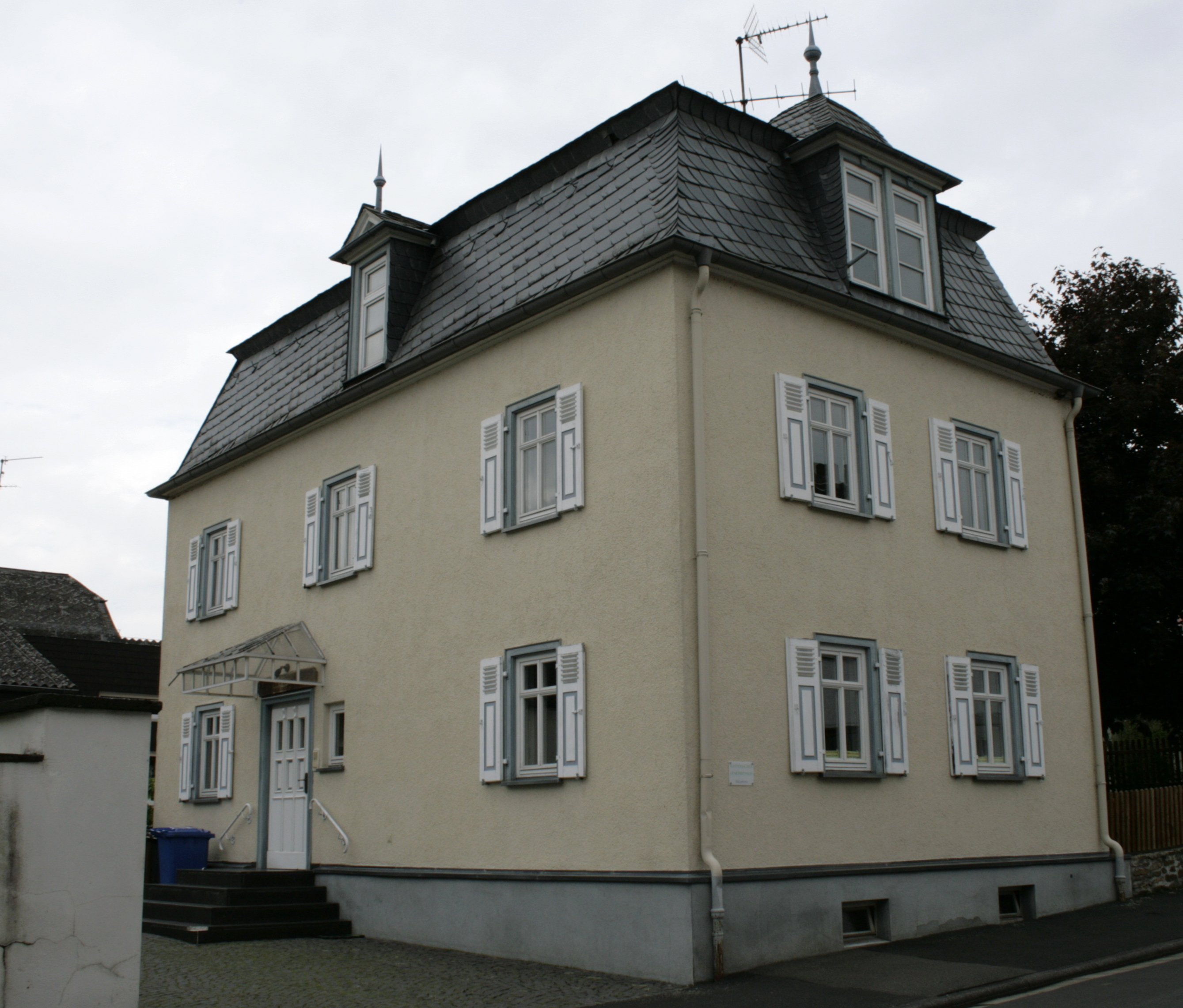
Gemeentehuis